# Dera (čadski jezik)
Dera jezik (ISO 639-3: kna; kanakuru), afrazijski jezik zapadnočadske skupine, kojim govori oko 20 000 ljudi (1973 SIL) u nigerijskim državama Adamawa (LGA Guyuk) i Borno (LGA Biu). Većina sela u kojima žive imaju osnovne škole.
Dera pripada užoj skupini A.2. bole-tangale, i ogranku tangale. Ima tri dijalekta shani, shellen i gasi. U upotrebi su i hausa [hau], bura-pabir [bwr], lala-roba [lla], nigerijski fulfulde [fuv], longuda [lnu] ili engleski [eng].
Istoimeni jezik dera (dra, kamberataro, mangguar) [kbv] pripada porodici senagi i govori se južno od Jayapure na Novoj Gvineji

## Vanjske poveznice
- Ethnologue (14th)
- Ethnologue (15th)